# Giuseppe Galluzzo
Giuseppe Galluzzo (Siderno, 30 maggio 1960) è un allenatore di calcio ed ex calciatore italiano, di ruolo attaccante.

## Carriera

### Giocatore
Ha militato una stagione in Serie A col Milan totalizzando 4 presenze e 2 reti, e ha disputato un campionato di Serie B col Milan (9 presenze, nessun gol) e uno col Bari (24 presenze, 4 gol).
Ha ottenuto due promozioni in Serie A, col Milan nel 1980-1981 e col Bari nel 1984-1985, due promozioni in Serie B col Monza nel 1981-1982 (dove ha vinto il titolo di capocannoniere nel girone A con 19 reti) e col Bari nel 1983-1984, e infine una promozione in Serie C1 con la Fidelis Andria nel 1988-1989.

### Allenatore
Comincia alle giovanili della Reggina. Allena poi varie squadre tra Calabria, Sicilia, Campania e Basilicata tra cui Catanzaro, Gela, Matera, Vigor Lamezia e la Primavera del Crotone.

## Statistiche

### Statistiche da allenatore
Statistiche aggiornate al 31 marzo 2019.
| Stagione             | Squadra              | Campionato           | Campionato | Campionato | Campionato | Campionato | Coppe nazionali | Coppe nazionali | Coppe nazionali | Coppe nazionali | Coppe nazionali | Coppe continentali | Coppe continentali | Coppe continentali | Coppe continentali | Coppe continentali | Altre coppe | Altre coppe | Altre coppe | Altre coppe | Altre coppe | Totale | Totale | Totale | Totale | % Vittorie | Piazzamento       |
| Stagione             | Squadra              | Comp                 | G          | V          | N          | P          | Comp            | G               | V               | N               | P               | Comp               | G                  | V                  | N                  | P                  | Comp        | G           | V           | N           | P           | G      | V      | N      | P      | %          | Piazzamento       |
| -------------------- | -------------------- | -------------------- | ---------- | ---------- | ---------- | ---------- | --------------- | --------------- | --------------- | --------------- | --------------- | ------------------ | ------------------ | ------------------ | ------------------ | ------------------ | ----------- | ----------- | ----------- | ----------- | ----------- | ------ | ------ | ------ | ------ | ---------- | ----------------- |
| mar.-mag. 2000       | Catanzaro            | C2                   | 9          | 4          | 3          | 2          | CI-C            | -               | -               | -               | -               | -                  | -                  | -                  | -                  | -                  | -           | -           | -           | -           | -           | 9      | 4      | 3      | 2      | 44,44      | Sub., 9º          |
| lug.-ott. 2000       | Gela                 | C2                   | 7          | 1          | 4          | 2          | CI-C            | 4               | 2               | 0               | 2               | -                  | -                  | -                  | -                  | -                  | -           | -           | -           | -           | -           | 11     | 3      | 4      | 4      | 27,27      | Eson.             |
| 2001-2002            | Vigor Lamezia        | D                    | 34         | 20         | 7          | 7          | CI-D            | 4               | 2               | 0               | 2               | -                  | -                  | -                  | -                  | -                  | -           | -           | -           | -           | -           | 38     | 22     | 7      | 9      | 57,89      | 2º                |
| feb.-giu. 2003       | Matera               | D                    | 15+2       | 7+1        | 5          | 3+1        | CI-D            | -               | -               | -               | -               | -                  | -                  | -                  | -                  | -                  | -           | -           | -           | -           | -           | 17     | 8      | 5      | 4      | 47,06      | Sub., 2º          |
| 2003-2004            | Matera               | D                    | 19         | 4          | 6          | 9          | CI-D            | -               | -               | -               | -               | -                  | -                  | -                  | -                  | -                  | -           | -           | -           | -           | -           | 19     | 4      | 6      | 9      | 21,05      | Sub., Eson.       |
| Totale Matera        | Totale Matera        | Totale Matera        | 36         | 12         | 11         | 13         |                 | -               | -               | -               | -               |                    | -                  | -                  | -                  | -                  |             | -           | -           | -           | -           | 36     | 12     | 11     | 13     | 33,33      |                   |
| 2004-2005            | Vigor Lamezia        | C2                   | 34         | 11         | 11         | 12         | CI-C            | 4               | 1               | 1               | 2               | -                  | -                  | -                  | -                  | -                  | -           | -           | -           | -           | -           | 38     | 12     | 12     | 14     | 31,58      | 8º                |
| Totale Vigor Lamezia | Totale Vigor Lamezia | Totale Vigor Lamezia | 68         | 31         | 18         | 19         |                 | 8               | 3               | 1               | 4               |                    | -                  | -                  | -                  | -                  |             | -           | -           | -           | -           | 76     | 34     | 19     | 23     | 44,74      |                   |
| lug.-ott. 2005       | Sapri                | D                    | 4          | 0          | 2          | 2          | CI-D            | -               | -               | -               | -               | -                  | -                  | -                  | -                  | -                  | -           | -           | -           | -           | -           | 4      | 0      | 2      | 2      | &0,00      | Eson.             |
| lug.-nov. 2006       | Rossanese            | D                    | 9          | 1          | 2          | 6          | CI-D            | 2               | 1               | 0               | 1               | -                  | -                  | -                  | -                  | -                  | -           | -           | -           | -           | -           | 11     | 2      | 2      | 7      | 18,18      | Eson.             |
| 2008-2009            | Siderno              | Prom.                | 30+2       | 15         | 11+1       | 4+1        | CI-DC           | 2               | 0               | 1               | 1               | -                  | -                  | -                  | -                  | -                  | -           | -           | -           | -           | -           | 34     | 15     | 13     | 6      | 44,12      | 3º                |
| feb.-giu. 2010       | Castrovillari        | D                    | 11         | 2          | 2          | 7          | CI-D            | -               | -               | -               | -               | -                  | -                  | -                  | -                  | -                  | -           | -           | -           | -           | -           | 11     | 2      | 2      | 7      | 18,18      | Sub., 17º (retr.) |
| Totale carriera      | Totale carriera      | Totale carriera      | 176        | 66         | 54         | 56         |                 | 16              | 6               | 2               | 8               |                    | -                  | -                  | -                  | -                  |             | -           | -           | -           | -           | 192    | 72     | 56     | 64     | 37,50      |                   |

## Palmarès

### Giocatore

#### Competizioni nazionali
- Coppa Italia Semiprofessionisti: 1

Lecco: 1976-1977
- Campionato italiano di Serie B: 1

Milan: 1980-1981
- Campionato italiano Serie C1: 1

Bari: 1983-1984 (girone B)
- Campionato italiano Serie C2: 1

Fidelis Andria: 1988-1989 (girone C)

#### Competizioni internazionali
- Coppa Anglo-Italiana: 1

Lecco: 1977